# Fernando Utimbo
Fernando Utimbo fou rei de Corisco i dels ndowe o benga.
Va succeir al rei Iyengte el 1886. Era catòlic devot i molt fidel a Espanya, pel que fou molt apreciat per les autoritats civils i militars, i per les autoritats religioses. Va morir el 1906. Llavors es van reunificar les dues branques de la monarquia i el seu successor Santiago Uganda ja fou rei de tots els ndowes benga i de Corisco.